# Mazhab
Mazhab (arab. ‏مذهب maḏhab‎, l.mn. مذاهب maḏāhib, pl. "doktryna") – szkoła prawa islamskiego. Na przestrzeni wieków powstało kilka oddzielnych szkół, które w inny sposób interpretują funkcjonowanie prawa i przepisów.

## Sunnizm
Współcześnie w islamie sunnickim funkcjonują cztery szkoły prawa:
- szkoła hanaficka (hanafici ar.الحنفي)
- szkoła malikicka (malikici ar. مالكي)
- szkoła szafa'icka (szafi’ici ar. شافعي)
- szkoła hanbalicka (hanbalici ar. حنبلى)

## Szyizm
Współcześnie w islamie szyickim funkcjonują szkoły prawa:
- szkoła dżafarycka (arab. ‏الجعفريون‎) - największa obecnie szkoła której zasad przestrzegają wszyscy imamici, część ismailitów i niektórzy zajdyci.
- szkoła batinijjska (arab. ‏باطنية, Bāṭiniyyah‎) - szkoła prawa przestrzegana przez alewitów, alawitów, druzów i większą część ismailitów[2], odmienna i samodzielna od szkoły dżafaryckiej. Ezoteryczna i gnostycka, gdzie kładzie się nacisk na batin.[3]
- szkoła zajdycka - bazująca na naukach i poglądach Zajda ibn Alego, spisanych w jego książce Majmu’ al-Fiqh (arab. ‏مجموع الفِقه‎). Pod względem samego prawa i przepisów, różna od szkoły dżafaryckiej a podobna i zbliżona do sunnickiej szkoły hanafickiej.[4]

## Ibadytyzm
- szkoła ibadytycka (arab. ‏الاباضية, al-Ibāḍiyyah‎) - szkoła prawa przestrzegana przez istniejący ruch w łonie charydżyzmu. Kompletnie różna od mazhabów sunnickich i szyickich, obecnie skupiska ibadytów znajdują się w Afryce Północnej (Libia, Algieria) oraz Omanie i na Zanzibarze.[5]